# Korea Open Tennis Championships 2022 - Qualificazioni singolare femminile
Le qualificazioni del singolare femminile del Korea Open Tennis Championships 2022 sono state un torneo di tennis preliminare per accedere alla fase finale della manifestazione svolte dal 17 al 18 settembre 2022. Le vincitrici dell'ultimo turno sono entrate di diritto nel tabellone principale. In caso di ritiro di una o più giocatrici aventi diritto a queste sono subentrati le lucky loser, ossia le giocatrici che hanno perso nell'ultimo turno ma che avevano una classifica più alta rispetto alle altre partecipanti che avevano comunque perso nel turno finale.

## Teste di serie
1. Natalija Stevanović (primo turno)
2. Victoria Jiménez Kasintseva (ultimo turno, lucky loser)
3. Valentini Grammatikopoulou (ultimo turno)
4. Astra Sharma (qualificata)
5. Lizette Cabrera (qualificata)
6. Lina Glushko (primo turno)

1. Jana Fett (qualificata)
2. Hanna Chang (primo turno)
3. Justina Mikulskytė (primo turno)
4. Daniela Vismane (ultimo turno)
5. Ekaterina Kazionova (ultimo turno)
6. Ankita Raina (qualificata)

## Qualificate
1. Jana Fett
2. Lulu Sun
3. Ankita Raina

1. Astra Sharma
2. Lizette Cabrera
3. Back Da-yeon

## Lucky loser
1. Victoria Jiménez Kasintseva

## Tabellone

### Legenda
| - Q = Qualificato - WC = Wild card - LL = Lucky loser | - ALT = Alternate - SE = Special Exempt - PR = Protected Ranking | - w/o = Walkover - r = Ritirato - d = Squalificato |

### Sezione 1
|  | Primo turno | Primo turno         | Primo turno | Primo turno | Primo turno |  |  | Ultimo turno | Ultimo turno | Ultimo turno | Ultimo turno | Ultimo turno |  |
|  |             |                     |             |             |             |  |  |              |              |              |              |              |  |
|  | 1           | Natalija Stevanović | 3           | 6           | 0           |  |  |              |              |              |              |              |  |
|  | WC          | Ku Yeon-woo         | 6           | 4           | 6           |  |  | WC           | Ku Yeon-woo  | Ku Yeon-woo  | 4            | 4            |  |
|  |             | Kim Da-bin          | 62          | 6           | 0           |  |  | 7            | Jana Fett    | Jana Fett    | 6            | 6            |  |
|  | 7           | Jana Fett           | 7           | 4           | 6           |  |  |              |              |              |              |              |  |

### Sezione 2
|  | Primo turno | Primo turno                 | Primo turno                 | Primo turno | Primo turno |  |  | Ultimo turno | Ultimo turno                | Ultimo turno | Ultimo turno | Ultimo turno |  |
|  |             |                             |                             |             |             |  |  |              |                             |              |              |              |  |
|  | 2           | Victoria Jiménez Kasintseva | Victoria Jiménez Kasintseva | 6           | 6           |  |  |              |                             |              |              |              |  |
|  | WC          | Lee Eun-hye                 | Lee Eun-hye                 | 1           | 1           |  |  | 2            | Victoria Jiménez Kasintseva | 6            | 3            | 2            |  |
|  |             | Lulu Sun                    | Lulu Sun                    | 6           | 6           |  |  |              | Lulu Sun                    | 3            | 6            | 6            |  |
|  | 9           | Justina Mikulskytė          | Justina Mikulskytė          | 4           | 4           |  |  |              |                             |              |              |              |  |

### Sezione 3
|  | Primo turno | Primo turno                | Primo turno  | Primo turno | Primo turno |  |  | Ultimo turno | Ultimo turno               | Ultimo turno | Ultimo turno | Ultimo turno |  |
|  |             |                            |              |             |             |  |  |              |                            |              |              |              |  |
|  | 3           | Valentini Grammatikopoulou | 7            | 63          | 6           |  |  |              |                            |              |              |              |  |
|  |             | Nadiia Kičenok             | 5            | 7           | 0           |  |  | 3            | Valentini Grammatikopoulou | 64           | 7            | 0            |  |
|  |             | Riya Bhatia                | Riya Bhatia  | 1           | 1           |  |  | 12           | Ankita Raina               | 7            | 64           | 6            |  |
|  | 12          | Ankita Raina               | Ankita Raina | 6           | 6           |  |  |              |                            |              |              |              |  |

### Sezione 4
|  | Primo turno | Primo turno         | Primo turno  | Primo turno | Primo turno |  |  | Ultimo turno | Ultimo turno        | Ultimo turno        | Ultimo turno | Ultimo turno |  |
|  |             |                     |              |             |             |  |  |              |                     |                     |              |              |  |
|  | 4           | Astra Sharma        | Astra Sharma | 6           | 6           |  |  |              |                     |                     |              |              |  |
|  | WC          | Son Ha-yoon         | Son Ha-yoon  | 0           | 1           |  |  | 4            | Astra Sharma        | Astra Sharma        | 6            | 6            |  |
|  |             | Choi Ji-hee         | 6            | 3           | 4           |  |  | 11           | Ekaterina Kazionova | Ekaterina Kazionova | 1            | 0            |  |
|  | 11          | Ekaterina Kazionova | 3            | 6           | 6           |  |  |              |                     |                     |              |              |  |

### Sezione 5
|  | Primo turno | Primo turno         | Primo turno     | Primo turno | Primo turno |  |  | Ultimo turno | Ultimo turno        | Ultimo turno        | Ultimo turno | Ultimo turno |  |
|  |             |                     |                 |             |             |  |  |              |                     |                     |              |              |  |
|  | 5           | Lizette Cabrera     | Lizette Cabrera | 7           | 6           |  |  |              |                     |                     |              |              |  |
|  |             | Liang En-shuo       | Liang En-shuo   | 5           | 1           |  |  | 5            | Lizette Cabrera     | Lizette Cabrera     | 6            | 6            |  |
|  |             | Olivia Tjandramulia | 6               | 1           | 7           |  |  |              | Olivia Tjandramulia | Olivia Tjandramulia | 1            | 2            |  |
|  | 8           | Hanna Chang         | 4               | 6           | 5           |  |  |              |                     |                     |              |              |  |

### Sezione 6
|  | Primo turno | Primo turno     | Primo turno     | Primo turno | Primo turno |  |  | Ultimo turno | Ultimo turno    | Ultimo turno    | Ultimo turno | Ultimo turno |  |
|  |             |                 |                 |             |             |  |  |              |                 |                 |              |              |  |
|  | 6           | Lina Glushko    | 5               | 6           | 1           |  |  |              |                 |                 |              |              |  |
|  | WC          | Back Da-yeon    | 7               | 1           | 6           |  |  | WC           | Back Da-yeon    | Back Da-yeon    | 6            | 6            |  |
|  | Alt         | Han Xinyun      | Han Xinyun      | 4           | 5           |  |  | 10           | Daniela Vismane | Daniela Vismane | 2            | 3            |  |
|  | 10          | Daniela Vismane | Daniela Vismane | 6           | 7           |  |  |              |                 |                 |              |              |  |